# Баундари-Айлет
Ба́ундари-А́йлет (англ. Boundary Islet; с англ. — «Пограничный островок»), ранее известный как Норт-Ист-Айлет (англ. North East Islet; с англ. — «Северо-Восточный островок») — необитаемый островок в составе архипелага Хоган-Груп. Через него проходит граница австралийских штатов Тасмания и Виктория.
Пустынная скала, выступающая из океана, имеет размеры 140 на 85 метров и площадь 0,02 км².
Впервые островок был исследован капером Джоном Блэком в 1801 году, однако он ошибся с координатами, поместив его на картах несколько севернее, чем на самом деле.